# Charlotte de Berry
Charlotte de Berry était une femme pirate. Née en 1636 en Angleterre, elle se maria avec un marin contre la volonté de ses parents et partit en mer sur un vaisseau de la Royal Navy avec lui, déguisée en homme. 
Alors qu'elle était embarquée de force sur un navire en route vers la côte d'Afrique, elle fut à la tête d'une mutinerie et prit le commandement en décapitant le capitaine.

## Biographie
À l'âge de dix-sept ou dix-huit ans, elle tomba amoureuse d'un marin et l'épousa contre la volonté de ses parents. Travestie en homme, elle le suivit à bord de son navire et se battit à ses côtés. Sa véritable identité fut découverte par un officier qui tint sa langue, car il désirait Berry. Il imposait à son mari les travaux les plus dangereux, auxquels il survécut grâce à l'aide de sa femme.
L'officier accusa finalement son mari de tentative de mutinerie. Il fut condamné, car c'était la parole d'un officier contre celle d'un simple marin. Il fut fouetté à mort. L'officier fit ensuite des avances à Charlotte, qu'elle refusa. Au premier port où ils accostèrent, elle tua l'officier et disparut. Elle s'habillait à nouveau en femme et travaillait aux docks.
Alors que de Berry travaillait aux docks, le capitaine d'un navire marchand la vit et la kidnappa. Il força de Berry à l'épouser et l'embarqua de force vers l'Afrique. Pour échapper à son nouveau mari, qui était un violeur et un tyran, de Berry gagna le respect des membres de l'équipage et les persuada de se mutiner. Comme vengeance, elle décapita son époux et devint le capitaine du navire. 
Après plusieurs années de piraterie, elle tomba amoureuse d'un Espagnol, Armelio Gonzàlez. Cependant, ils firent naufrage et après des jours de disette, ils eurent recours au cannibalisme. Les survivants de son équipage furent secourus par un navire hollandais. Quand le bâtiment fut attaqué par des pirates, ils défendirent courageusement leurs sauveurs.
Pendant que les autres célébraient leur victoire, Charlotte sauta par-dessus bord afin de retrouver son époux décédé. Personne ne sait si elle survécut.

## Sources
La plus ancienne référence à Charlotte de Berry date de 1836, deux siècles après sa naissance, quand elle apparut dans l'Histoire des Pirates d'Edward Lloyd (en), une série d'épisodes assez sanglants et aux thèmes choquants, écrit pour divertir les masses.
Plusieurs des événements de l'histoire rappellent fortement d'autres événements et histoires du début du XIXe siècle.